# Uran-235
Uran-235 (235U) er en naturligt forekommende uran-isotop. Den adskiller sig fra den langt mere almindelige uranisotop uran-238 (238U) ved, at den er i stand til skabe en hurtigt udviklende kædereaktion. Det er netop denne egenskab, der udnyttes både i nogle typer af kernevåben og i visse former for kernekraft. 235U er den eneste naturligt forekommende isotop, der både kan bruges i kernefission, og udvindes i mængder, der gør det økonomisk rentabelt. 238U blev opdaget i 1935 af Arthur Jeffrey Dempster.
Beriget uran er en betegnelse for uran, hvor den procentvise andel af 235U-isotopen er blevet kunstigt forøget gennem isotopseparation. Neutralt uran består af 99,284% 238U og kun 0,72 vægtprocent 235U.
Hvis bare én 235U-neutron rammer en 235U-kerne, vil en kernereaktion være påbegyndt. Hvis massen af uran er stor nok til, at fissionen er selvopretholdende, siger man, at massen er kritisk. Massen af uran (eller andre radioaktive stoffer, som fx plutonium ), der er påkrævet for at en fission kan opretholde sig selv, kaldes således den kritiske masse. For at stoppe kernereaktionen i et kernekraftværk fra at løbe løbsk, styrer man fissionen med kontrolstave, typisk bestående af hafnium, cadmium eller bor, der absorberer nogle af de løse neutroner, hvorved man kan kontrollere fissionsprocessen. En ukontrolleret fission kan betyde en dårligere udnyttelse af energien, eller ligefrem en nedsmeltning. I et kernevåben resulterer den ukontrollerede kædereaktion i en egentlig, og ekstremt voldsom, eksplosion.
Fissionen af ét 235U atom generer 200 MeV = 3,2 × 10-11 J, svarende til 18 TJ/mol = 77 TJ/kg. Ca 5 % af energien forsvinder dog i form af neutrinoner 

## Beriget uran
Beriget uran er en grundlæggende komponent både for den civile atomkraftindustri og produktion af simple kernevåben. Netop pga. urans potentielle brug i a-våbenproduktion, overvåges spredning og oparbejdning af uran intenst af Det Internationale Atomenergiagentur (IAEA). Naturligt uran udgør i sig selv ingen trussel, det skal først oparbejdes (beriges). Med en halveringstid på 4,46 milliarder år, er (238U) er ikke særligt radioaktivt, og faktisk anvendes (238U) som skjold mod mere radioaktive isotoper. Til sammenligning har 235U en halveringstid på ca. 700 millioner år.
Under Manhattanprojektet gik uran under betegnelsen oralloy – en sammentrækning af Oak Ridge, Tennessee, navnet på den by, hvor berigelsesreaktoren lå, og ”alloy” (da.:legering). Oralloy bruges stadigvæk som fra tid til anden som en betegnelse for beriget uran.
I dag findes der omkring 2000 tons højt beriget uran i verden .
Det 238U, der bliver tilbage efter oparbejdelsen, kaldes forarmet eller udarmet uran. Forarmet uran er langt mindre radioaktivt end selv neutralt uran, men har stadig en meget høj densitet, hvilket gør det velegnet til fx armering af køretøjer og til panserbrydende ammunition. Kun omkring 5 % af forarmet uran finder dog anvendelse, resten deponeres.

## Berigelsesgrader
Der findes overordnet tre berigelsesgrader: let, lavt og højt beriget uran.
Let beriget uran indeholder mellem 0,9 og 2 % 235U.
Let beriget uran er en relativ ny grad af uran, der især finder anvendelse som brændstof i visse tungtvandsreaktorer, hvor man førhen anvendte neutralt uran. Det er billigere at bruge let beriget uran, da der skal bruges mindre brændstof, hvilket samtidig betyder reducerede udgifter til affaldshåndtering.
En måde at producere let beriget uran på er ved at genanvende uran fra letvandsreaktorer. Uranen herfra har typisk et højere indhold af 235U end neutral uran.
Lavt beriget uran indeholder under 20 %235U. Lavt beriget uran bruges i de mest almindelige og mest udbredte kommercielle letvandsreaktorer. Uranet til brug i disse letvandsreaktorer, er normalt oparbejdet til mellem 3 og 5 % 235U. Til brug i forsøgsreaktorer oparbejdes uranet til mellem 12% og 19,75%.
Højt beriget uran har en koncentration på mere end 20 % 235U eller 233U. Det bliver hovedsageligt anvendt til kernevåben, som drivmiddel til atomubåde, og i mindre mængder som fissilt materiale i forsøgsreaktorer. Det uran, der traditionelt har været brugt inden for produktion af kernevåben, har som regel en koncentration på mere end 85% af 235U-isotopen. I teorien ville man dog kunne lave en ineffektiv atombombe, bare indholdet af 235U overstiger 20 %. Skal man under 20 procent, stiger grænsen for den kritiske masse drastisk. Den kritiske masse for uran med et indhold på 85 % 235U er omkring 50 kg. Den kritiske masse kan dog formindskes ved hjælp af en neutronmoderator og retningsbestemt sprængstof. Little Boy-atombomben var baseret på 235U som det fissile materiale. Stort set alle moderne kernevåben benytter sig dog af plutonium, der er lettere at fremstille.
Højt beriget uran anvendes også i de reaktorer, der driver atomubåde. 235U-niveauet ligger for disse reaktorer mellem 50 og 90%

## Berigningsmetoder
Isotopseparation er en besværlig og energikrævende proces. De to uranisotoper har en næsten identisk vægt – 235U er kun 1,26 % lettere end 238U. Der eksisterer forskellige måder til at separere de to isotoper, men de udnytter alle den lille forskel i atomvægt, skønt der forskes i nye metoder. Fælles for metoderne er også, at de oparbejder uranet ved at gentage den samme proces igen og igen – lidt lige som, når man fx destillerer alkohol.